# Безовица (Копар)
Безовица (словен. Bezovica, итал. Besovizza је насељено место у општини Копар у покрајини Приморска која припада Обално-Крашкој регији у Републици Словенији.

## Географија
Збијено насеље Безовица, налази се испод велике стрме стене поред пута Лока-Подпеч-Зазид-Ракитовец на надморској висини од 185 метара, а протеже се на површини од 2,17 km². Изнад села је шумовита падина, а испод се налази неколико тераса на којим мештани обрађују своје њиве и винограде. Раније се ту гајио дуд, који је данас комерцијално неатрактиван, па су се окренули маслинаству и виногрдарству. У долини се налази извор реке Рижане (Зврочек).

## Историја
Први помен насеља датира из 13. века под именом Bixuiza. Годоне 1615. ускоци су је попалили и опљачкали. До 1797. изнад Безовице, била је граница између Бенешке републике и Аустрије. Други пут село је спаљено и уништено током Другог светског рата 2. октобра 1943. Од 1964—67. изграђена је железничка пруга између Копра и Прешнице изнад и испод села.
У насељу се налази црква посвећена Светој Аполонији из 17. века.

## Становништво
По попису становништва 2011. године, Безовица је имала 76 становника.
| Број становника по пописима | Број становника по пописима | Број становника по пописима |
| --------------------------- | --------------------------- | --------------------------- |
| 1991                        | 2002                        | 2011                        |
| 73                          | 73                          | 76                          |